# Sokółka (gromada)
Sokółka – dawna gromada, czyli najmniejsza jednostka podziału terytorialnego Polskiej Rzeczypospolitej Ludowej w latach 1954–1972.
Gromady, z gromadzkimi radami narodowymi (GRN) jako organami władzy najniższego stopnia na wsi, funkcjonowały od reformy reorganizującej administrację wiejską przeprowadzonej jesienią 1954 do momentu ich zniesienia z dniem 1 stycznia 1973, tym samym wypierając organizację gminną w latach 1954–1972.
Gromadę Sokółka z siedzibą GRN w mieście Sokółka utworzono 31 grudnia 1961 w powiecie sokólskim w woj. białostockim, na mocy uchwały nr 18/3 WRN w Białymstoku z dnia 26 września 1961, z obszaru zniesionych gromad Bogusze i Popławce.
1 stycznia 1972 do gromady Sokółka przyłączono wsie Bohoniki, Malawicze Górne, Malawicze Dolne, Poniatowicze i Puciłki ze zniesionej gromady Malawicze Dolne oraz tereny rolne o powierzchni 1583,96 ha z miasta Sokółka; z gromady Sokółka wyłączono natomiast kolonię Buchwałowo oraz część gruntów wsi Orłowicze o powierzchni 37,77 ha, część gruntów wsi Szyszki o powierzchni 12,37 ha i część gruntów wsi Kamionka o powierzchni 6,74 ha, włączając je do miasta Sokółka.
Gromada przetrwała do końca 1972 roku, czyli do kolejnej reformy gminnej. Z dniem 1 stycznia 1973 roku reaktywowano zniesioną w 1954 roku gminę Sokółka.